# Петър Зехтински
Петър Любенов Зехтински (роден на 15 септември 1955 г.), известен и с прякора си Зико, е бивш български футболист, полузащитник, а впоследствие треньор по футбол. По-голямата част от състезателната му кариерата е свързана с Ботев (Пловдив), където има статута на клубна легенда. Играе общо в 15 сезона за отбора в А група, като записва 351 мача с 39 гола. Прекарва също по един сезон в Арда (Кърджали) и кипърския Омония (Никозия).
Като треньор е водил редица български отбори, сред които Ботев (Пловдив) и ЦСКА (София).

## Биография

### Състезателна кариера
Родом от Пловдив, Зехтински е възпитаник на детско-юношеската школа на Ботев (Пловдив) (тогава наричащ се Тракия). През 1969 г. с отбора на Тримонциум е победител в турнира „Футболна смяна", а през 1974 г. е в състава старша възраст на Тракия, завоювал първата републиканска титла за клуба в тази възрастова група.
През лятото на 1974-та, на 19-годишна възраст, преминава във втородивизионния Арда (Кърджали). През сезон 1974/75 изиграва 38 мача за отбора в Южната Б група.
През 1975 г. Зехтински се завръща в Ботев (Пловдив) и постепенно се превръща във водеща фигура в състава на жълто-черните. Изкусен подавач, а също и майстор на изпълнението на преки свободни удари. Неизменна част от отбора до 1991-ва с прекъсване от един сезон – през 1986/87 играе за кипърския Омония (Никозия). За Ботев изиграва общо 351 мача в А група, в които бележи 39 попадения. Като капитан извежда отбора до националната купа през сезон 1980/81. Става също вицешампион в първенството през 1985/86, а общо четири пъти е бронзов медалист. „Майстор на спорта“ от 1981 г. Обявяван е 3 пъти (1983, 1984 и 1989 г.) за футболист № 1 на Пловдив. За Ботев има 14 мача в евротурнирите (2 за КЕШ, 6 за КНК и 6 за купата на УЕФА).
През 1986 г. Зехтински става първият футболист в историята на Ботев (Пловдив), който сключва професионален договор с чуждестранен клуб, преминавайки в Омония (Никозия). През сезон 1986/87 изиграва 26 мача със 7 гола в Кипърска първа дивизия и печели шампионската титла на островната страна.
Има 7 мача и 1 гол за А националния отбор, 5 мача за олимпийския национален отбор, 7 мача с 2 гола за младежкия тим и 3 мача за юношеския национален отбор.

### Треньорска кариера
Бивш треньор на Ботев (Пд), Марица, ЦСКА, Слънчев бряг, Марек, Сокол (М) и Локомотив (СтЗ), бивш селекционер на младежкия национален тим, бивш помощник-треньор на А националния тим.

## Успехи
Ботев (Пловдив)
- А група:
  -  Вицешампион: 1985/86
  -  Бронзов медалист: 1980/81, 1982/83, 1984/85, 1987/88

- Национална купа:
  -  Носител: 1980/81

Омония (Никозия)
- Кипърска първа дивизия:
  -  Шампион: 1986/87